# Ocellularia trachodes
Ocellularia trachodes är en lavart som först beskrevs av William Nylander och som fick sitt nu gällande namn av Alexander Zahlbruckner 1923. 
Ocellularia trachodes ingår i släktet Ocellularia och familjen Thelotremataceae. Inga underarter finns listade i Catalogue of Life.